# بوي فان دي بيك
بوي فان دي بيك (بالهولندية: Boy van de Beek)‏ (15 نوفمبر 1993 بنايميخن في هولندا - ) هو لاعب كرة قدم هولندي في مركز الوسط. لعب مع Achilles '29 ‏.

## وصلات خارجية
- بوي فان دي بيك على موقع قاعدة بيانات كرة القدم.إي يو (الإنجليزية)
- بوي فان دي بيك على موقع Soccerway.com (الإنجليزية)
- بوي فان دي بيك على موقع عالم كرة القدم.نت (الإنجليزية)